# Conveni de l'Hospitalet
El Conveni de l'Hospitalet fou un acord secret signat a l'Hospitalet de Llobregat el 22 de juny de 1713 entre el comte de Königsegg, representant del mariscal Guido Starhemberg, cap de l'exèrcit de l'arxiduc Carles d'Àustria, i el marquès de Ceva Grimaldi, representant del duc de Pòpuli, cap de l'exèrcit de Felip V, que finalitzava les hostilitats de la Guerra de Successió Espanyola. L'acord va signar-se seguint els principis fixats en el Conveni per a l'evacuació de Catalunya i l'armistici d'Itàlia que estipulava l'evacuació de les tropes aliades de Catalunya, Mallorca i Eivissa, així com el lliurament de Barcelona, o de Tarragona a les tropes de Felip V com a garantia.
El document original es conserva a l'Arxiu General de Simancas

## Antecedents
Amb ambdós bàndols esgotats econòmicament, es va negociar la fi d'un conflicte on Carles d'Àustria ja no gaudia del suport dels seus aliats (bàsicament britànics i holandesos) per a ser sobirà hispànic. L'any 1713, a Catalunya, parcialment envaïda per tropes borbòniques i sense la protecció dels exèrcits aliats, hi havia una recança cap als ànims de revenja de Felip V de Castella, que ja havia abolit els furs de València i d'Aragó.
Les converses dels representants dels contendents, reunits a Utrecht, van donar lloc a una sèrie de tractats multilaterals que l'11 d'abril del 1713 es van concretar amb la pau entre França i el bloc aliat, llevat de l'Imperi, que no acceptava unes condicions que desposseïen Carles de la corona hispànica. La pau implicava que els britànics, principals inductors del posicionament català en contra de la Casa de Borbó, reconeixien com a rei legítim Felip V d'Espanya.
Amb aquestes condicions, la intenció de l'Imperi era retirar l'exèrcit per enviar més efectius a la lluita contra els francesos en altres zones. D'aquesta forma, el 19 de març, l'esposa de Carles, Elisabet de Brunswick, que exercia de governadora general des del trasllat del seu marit cap a Viena per coronar-se emperador. La va substituir, amb el càrrec de virrei el mariscal austríac Guido Starhemberg. A aquest li va tocar aplicar un conveni que l'obligava a evacuar el seu exèrcit i a retardar el màxim possible la divulgació del conveni, que hagués provocat aldarulls si es feia públic.
Francesc Berardo va informar del contingut del conveni d'evacuació a la Generalitat i al Consell de Cent en una carta que va arribar a Barcelona el 17 d'abril. Per una banda Carles VI escrivia als catalans per mantenir les Constitucions i que si els borbònics no s'hi avenien l'evacuació restaria en suspens, i per una altra banda, escrivia alhora a Starhemberg que intercedís pels catalans prop dels borbònics, però que cap gestió en aquest sentit destorbés la cosa principal, que era l'evacuació.
La transcendència de la decisió del que calia fer va portar a la Generalitat a convocar el 30 de juny una Junta de braços. Allò va precipitar els esdeveniments i Starhemberg es va veure obligat a cloure els termes de l'armistici urgentment.

## Signatura
L'abandonament del darrer aliat dels catalans es va produir el 22 de juny de 1713 a l'Hospitalet de Llobregat. Per una banda es van trobar en secret el comte de Königsegg en nom de l'exèrcit imperial i de l'altra el marquès de Ceva-Grimaldi en nom del borbònic. Van estipular que a partir de l'1 de juliol es decretaria l'alto el foc entre ambdós bàndols, que els borbònics podrien iniciar l'ocupació del territori català i els imperials es retirarien i es concentrarien a Tarragona i Barcelona per embarcar en vaixells britànics que els durien a Gènova. Comptat i debatut, el conveni de l'Hospitalet deixava Catalunya sola davant l'animadversió de Felip V, amb l'únic auxili de les seves pròpies forces.

## Conseqüències
El 25 de juny el virrei va comunicar a les institucions catalanes el que havia succeït a l'Hospitalet 3 dies abans. En escampar-se les notícies la tensió als carrers de Barcelona es va disparar i van esclatar manifestacions de repulsa en contra dels antics aliats.
El mariscal Starhemberg va fugir de Barcelona el 27 de juny. L'absència del virrei va causar una momentània paràlisi en el funcionament institucional del Principat. El 30 de juny va començar a la capital la Junta de Braços, que va prendre la resolució de continuar la guerra.

## Fotografies
Seqüència fotogràfica del tractat, exposat al Museu de l'Hospitalet el 2013 en commemoració del seu tricentenari.

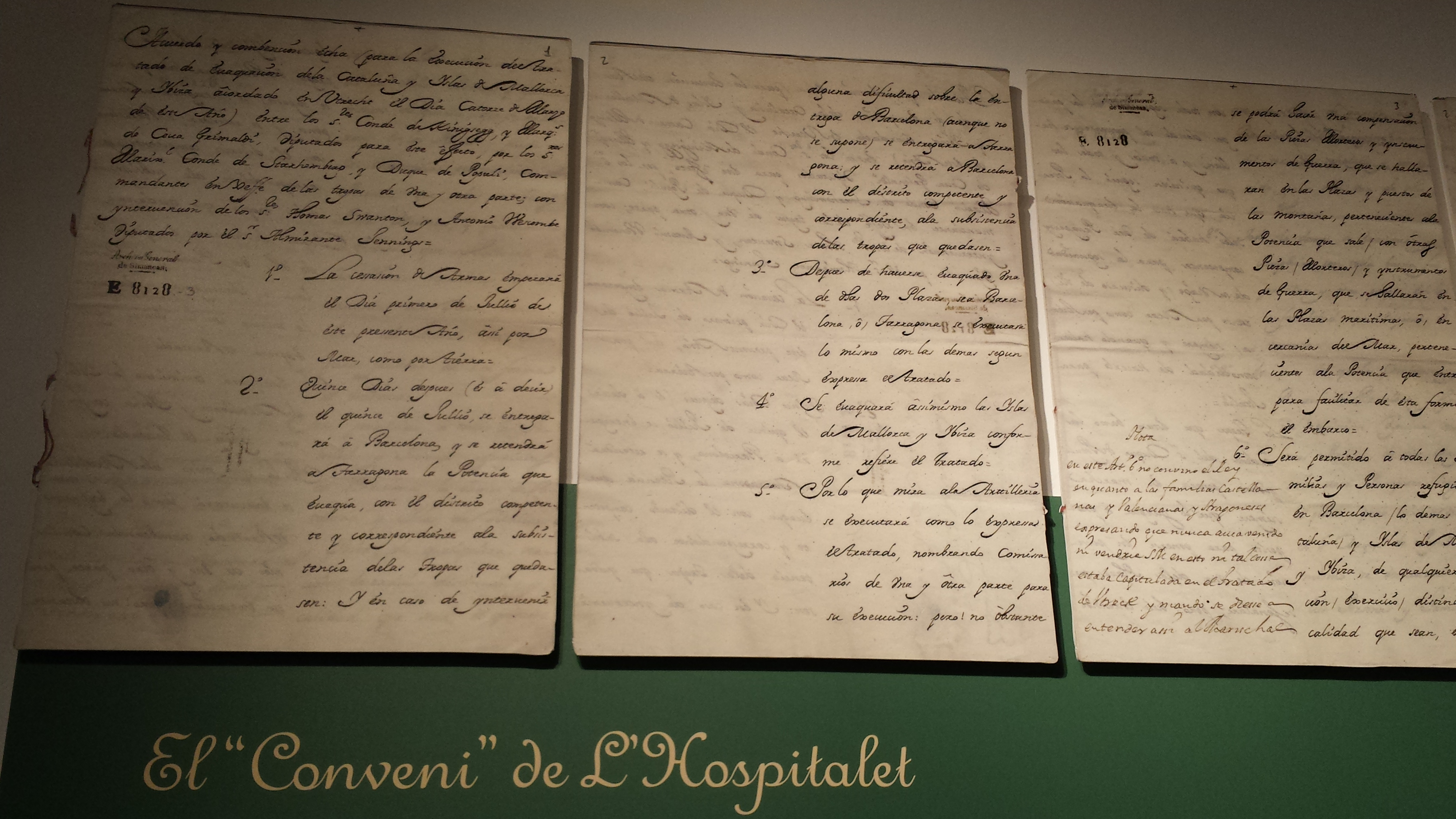
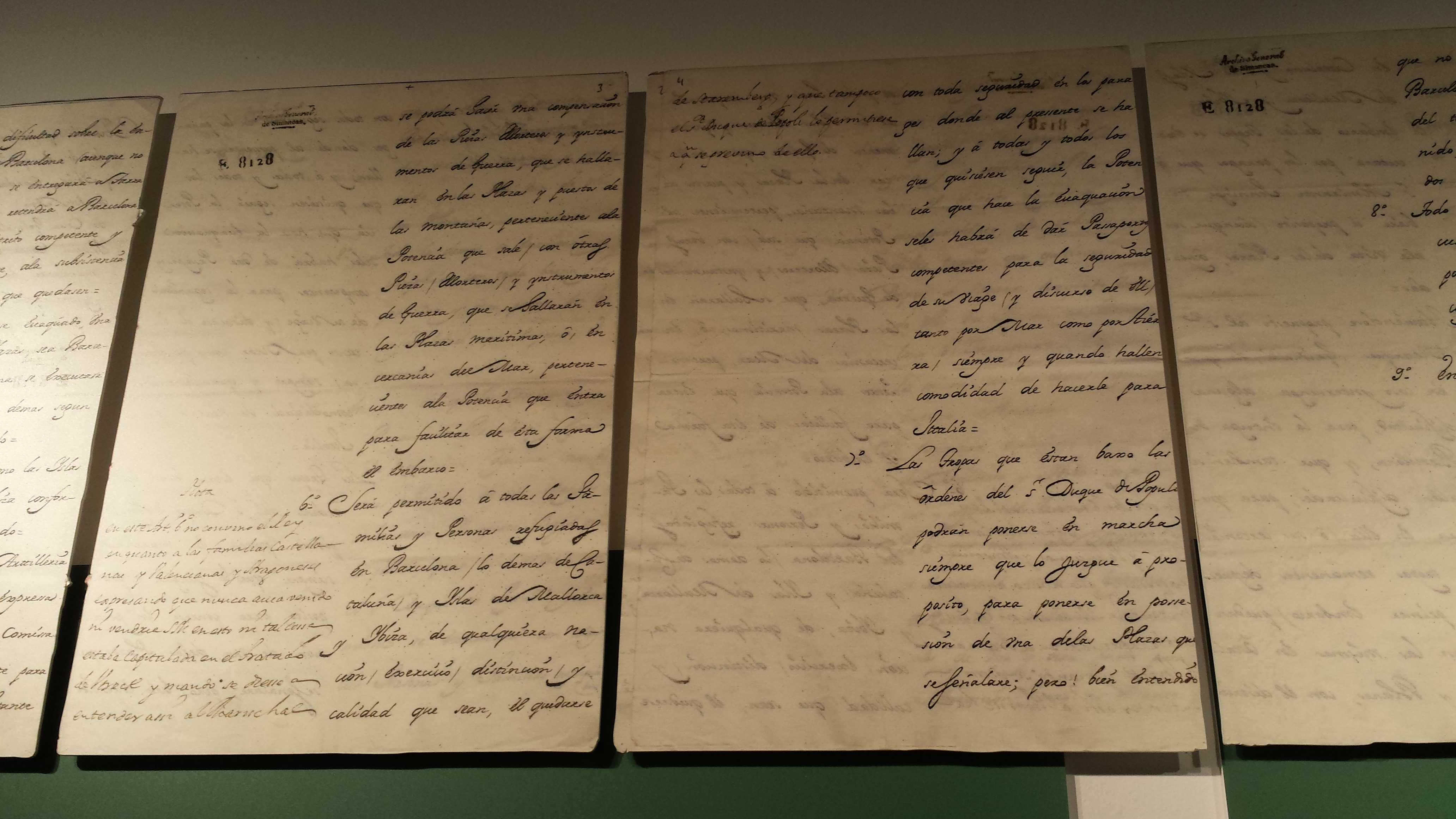
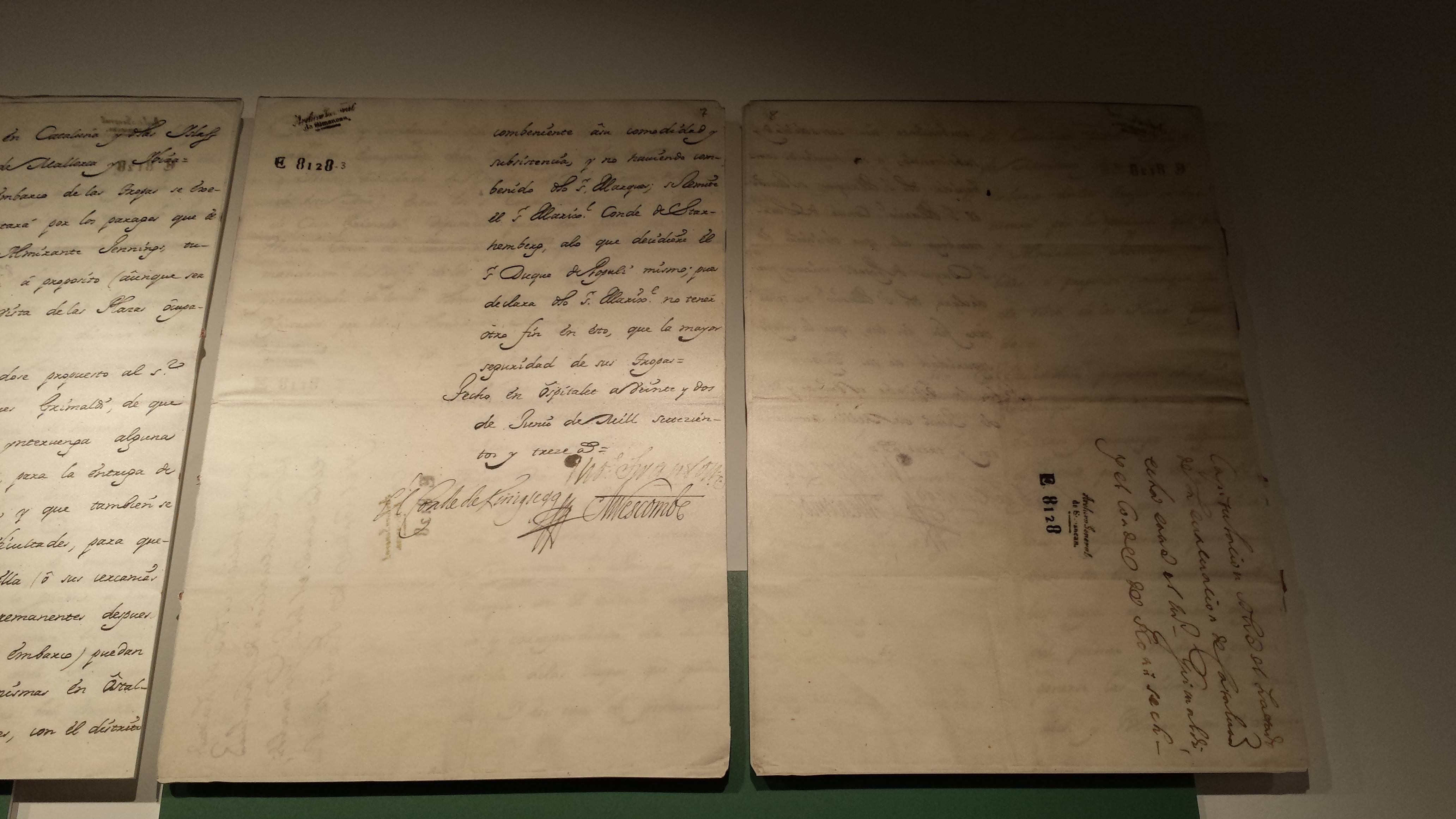